# Stander
En stander er et lille, vimpellignende flag, der anvendes i marinen for at identificere en befalingsmand om bord på et skib. Når befalingsmanden går om bord, hejses standeren, og der afgives et fløjtesignal.
Statsoverhoveder og medlemmer af kongefamilier har som regel også personlige standere til brug om bord. Såfremt flere medlemmer af kongefamilien er om bord samtidig, hejses standeren for den, der har den højeste rang.